# Henning Frenzel
Henning Frenzel (n. 3 mai 1942, Geithain, Statul Liber Prusia⁠(d), Germania) este un fotbalist german, medaliat olimpic. A participat la 1 ediție a Jocurilor Olimpice (1964) în care a câștigat 1 medalie de bronz.

## Participări
Lista de mai jos prezintă principalele competiții la care a participat Henning Frenzel de-a lungul carierei.
- football at the 1964 Summer Olympics[*]